# روشنایی‌های شهر (مجموعه تلویزیونی)
روشنایی‌های شهر یک مجموعه تلویزیونی محصول سال ۱۳۸۳ به کارگردانی مسعود کرامتی، نویسندگی سالار فلاحیان و تهیه‌کنندگی علی لدنی می‌باشد که از شبکه دو پخش شد.
این سریال داستان سه دوست صمیمی به نام‌های آرش، امیر و شریف است که زندگی و تفکرات هر یک بر زندگی دیگری تأثیر می‌گذارد…

## بازیگران
- اشکان خطیبی
- نسرین نصرتی
- فاطمه گودرزی
- بابک حمیدیان در نقش شریف
- بیتا بادران
- حسین سلیمانی
- شیوا خنیاگر
- غلامحسین لطفی در نقش حاج مجمودی
- محسن بهرامی  در نقش امیر
- محمدهادی قمیشی
- مریم عبدالملکی
- مهدی تقی‌نیا
- یمین آتشی در نقش ارش
- شعله محمدی در نقش نیاز